# ポキプシー駅
ポキプシー駅（英語：Poughkeepsie Station）は、ニューヨーク州ポキプシー市メイン・ストリート41にある駅。

## 概要
ハドソン線の通勤列車の北のターミナル駅で、ラッシュ時には約30分毎、日中は1時間毎にニューヨーク行きの列車が発車する。マンハッタンのターミナルであるグランド・セントラル駅まで118kmあり、1時間45分程で到着する。非電化区間にあるため、電気・ディーゼル両用車両が使用される。
駅舎は1918年に建てられたもので、小規模ながら、グランド・セントラル駅舎を模したデザインは高く評価されており、1976年にアメリカ合衆国国家歴史登録財に登録された。

## 利用可能な鉄道路線／列車
アムトラック：
エンパイア回廊
アムトラックの停車する列車は下記の通り。
トロントとニューヨーク間の昼行国際列車メープルリーフ号…1日1往復停車
モントリオールとニューヨーク間の昼行国際列車アディロンダック…1日1往復停車
バーモント州ラトランドとニューヨーク間の昼行中距離列車イーサン・アレン・エクスプレス号…1日1往復停車
ニューヨーク州ナイアガラフォールズおよびオールバニとニューヨーク間の昼行中長距離列車エンパイア・サービス…1日6.5往復停車
この駅はアムトラックの大半がとまる。
メトロノース鉄道：
■ハドソン線

## ホーム
6両編成対応のホームが2本ある。西側のホームは2番線に面し、一般的にマンハッタン方面へ向かう南行き（上り）に使用される。東側のホームは1番線と3番線に挟まれた島式ホームで、どちらかの方向で使用される。4本目の線路として東側ホームの東側に5番線があるが、旅客扱いはされていない。

## ギャラリー

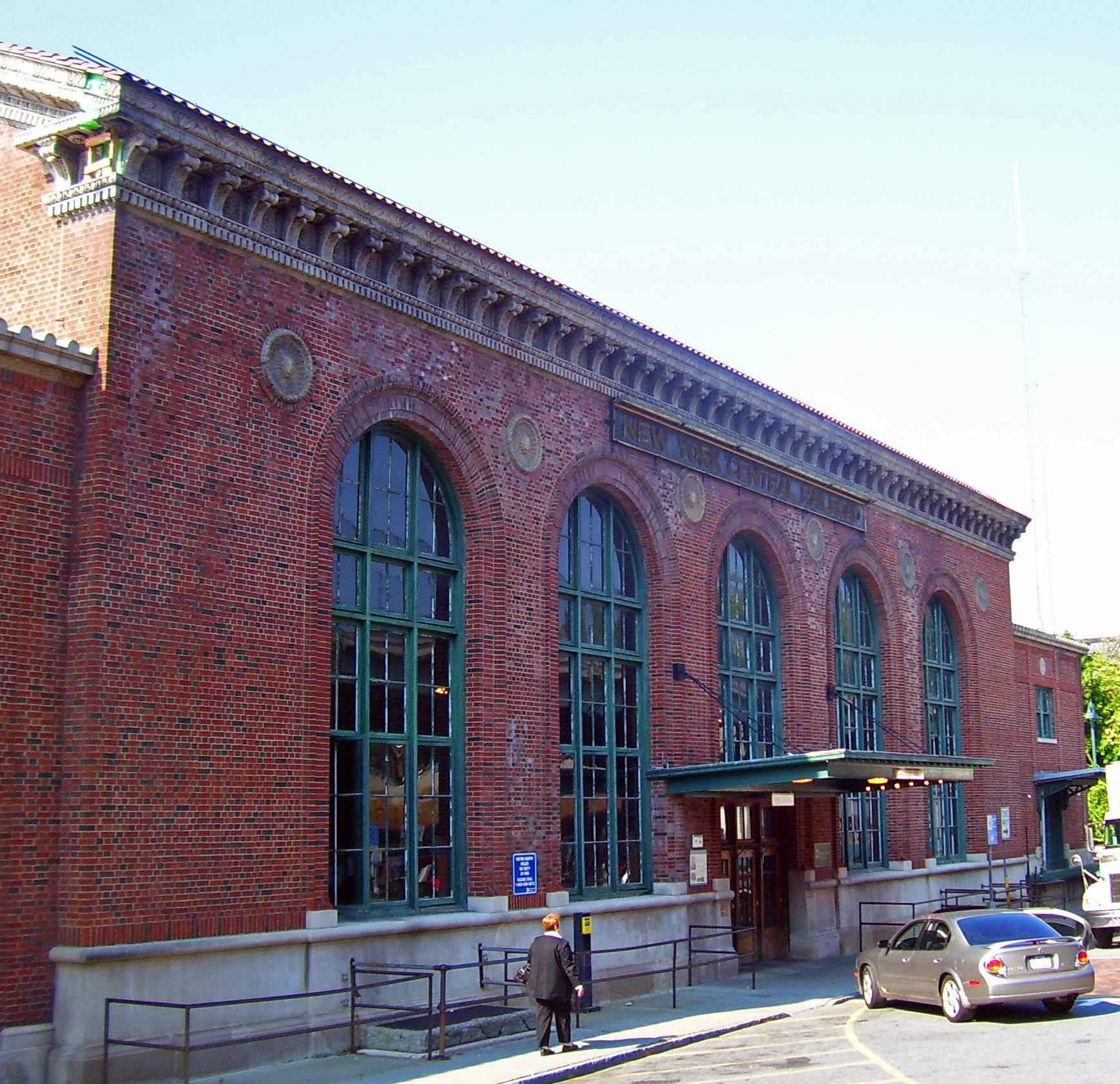
駅舎
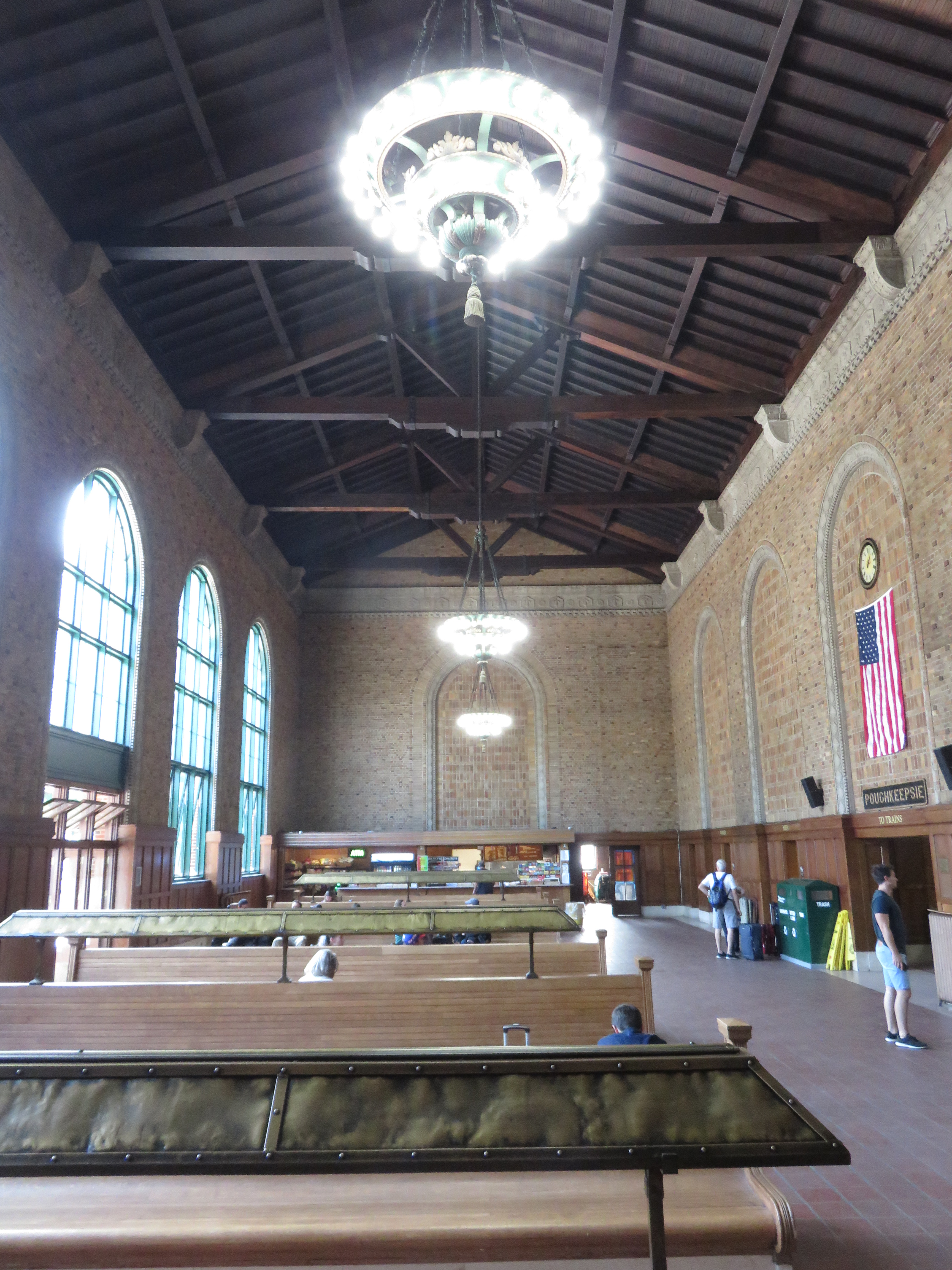
待合室
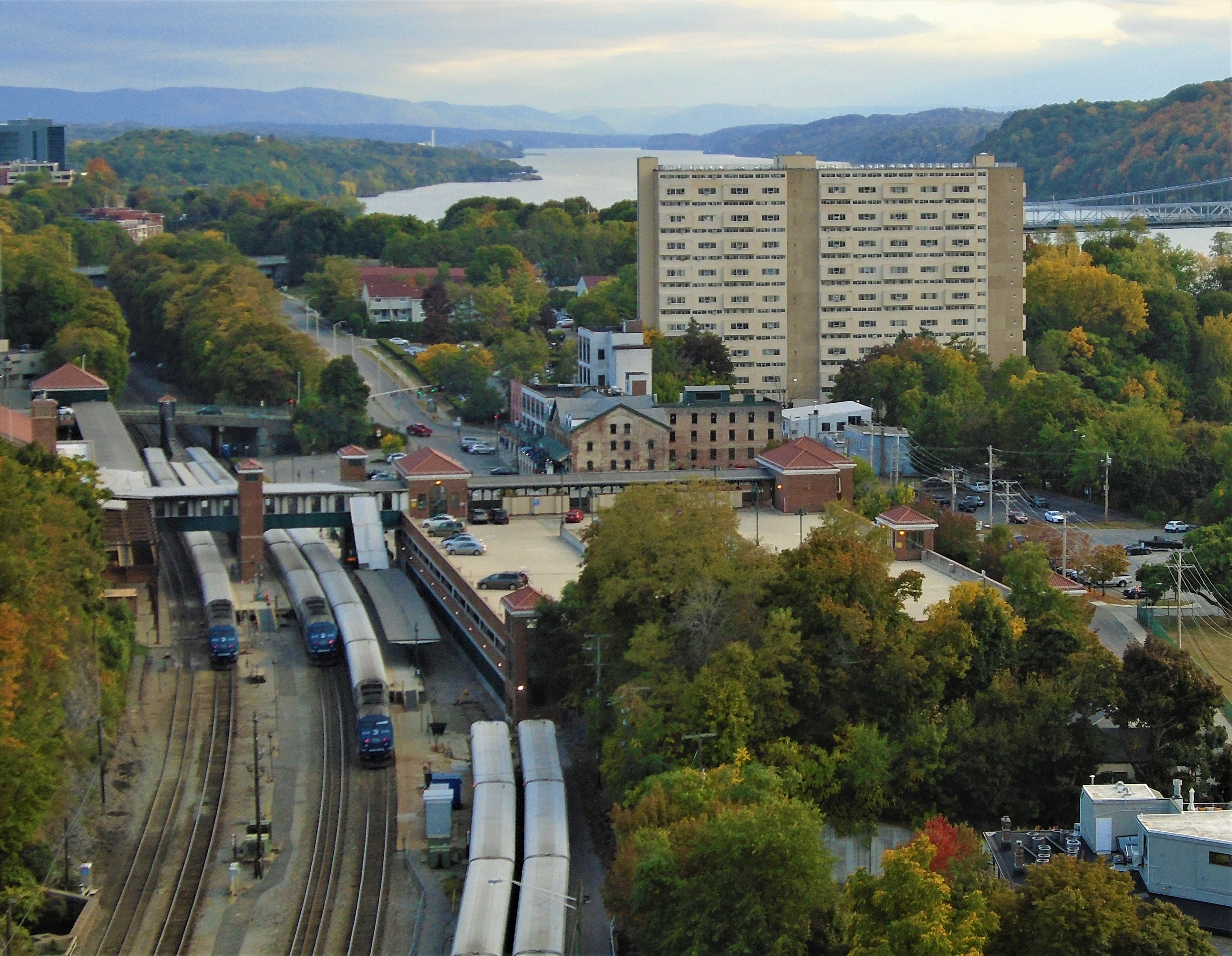
駅全景

## 隣の駅
メトロノース鉄道
■ハドソン線
ニュー・ハンバーグ - ポキプシー駅
アムトラック：
エンパイア回廊
ラインクリフ・キングストン - ポキプシー駅 - クロトン・ハーモン